# Texture02
『Texture02』は、Koji Nakamura/Nyantoraのアルバム。2014年にMeltintoより発売された。

## 解説
SUPERCARのフロントマンである中村弘二がKoji Nakamura/Nyantora両名義で制作しているCD-Rシリーズ「Texture」の第2弾。
中村のオンラインショップ「Meltinto」で販売されている。
ジャケットのスタンプの色は赤。
2016年10月4日に収録曲全ての曲名が発表された。

## 収録曲
1. The Bell
2. TTntokon
音源がSoundCloudで公開されている。「Texture Web」にも収録された。
3. A Vision/A Dream
「Texture Web2」にも収録された。
4. Sensibility
当曲に歌詞が追加されたバージョンがアルバム「Epitaph」に「Sense」のタイトルで収録されている。
5. Little Red Riding Hood
メロディラインは2011年発売のアルバム「White EP」の「1」に近しい。当曲に歌詞が追加されたバージョンがアルバム「Epitaph」に「Hood」のタイトルで収録されている。
6. Cosmos
7. View With
8. Snail Walk
9. Enchant
10. HH
11. Indelible Tears
12. ONI
PVがYouTubeで公開されている。
13. End Of Broadcast

全作曲・編曲：中村弘二